# Mate Uzinić

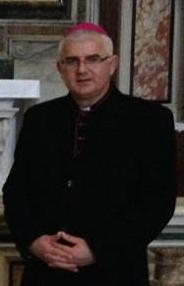
Mate Uzinić (2014)

Wappen von Mate Uzinić als Bischof von Dubrovnik

Mate Uzinić (* 17. September 1967 in Dubrava, Omiš) ist ein kroatischer Geistlicher und römisch-katholischer Erzbischof von Rijeka.

## Leben
Mate Uzinić empfing am 27. Juni 1993 die Priesterweihe für das Erzbistum Split-Makarska.
Papst Benedikt XVI. ernannte ihn am 24. Januar 2011 zum Bischof von Dubrovnik. 
Am 4. November 2020 ernannte ihn Papst Franziskus zum Koadjutor-Erzbischof von Rijeka. Die Amtseinführung fand am 16. Dezember 2020 statt. Das Bistum Dubrovnik verwaltete er bis zur Weihe seines Nachfolgers Roko Glasnović am 22. Januar 2022 als Apostolischer Administrator.

### Bischof von Dubrovnik
Papst Benedikt XVI. ernannte ihn am 24. Januar 2011 zum Bischof von Dubrovnik. Die Bischofsweihe spendete ihm der Erzbischof von Split-Makarska, Marin Barišić, am 19. März desselben Jahres; Mitkonsekratoren waren Josip Kardinal Bozanić, Erzbischof von Zagreb, und Želimir Puljić, Erzbischof von Zadar.
Bischof Uzinić wurde in Dubrovnik als „Hirte und Theologe des konziliaren Geistes wertgeschätzt, der offen für die Zusammenarbeit mit Laien ist, ebenso aber als Brückenbauer für eine ökumenische, dialogische und friedensorientierte Kirche Christi steht, die verantwortlich für eine gemeinsame Welt ist, eine Brüderlichkeit in Bewegung“.
Im Mai 2015 gab es einen Präzedenzfall in der katholischen Kirche in Kroatien, indem Uzinić als erster kroatischer Bischof den Finanzbericht seiner Diözese veröffentlichte.

### Ämter in der Kroatischen Bischofskonferenz
Als Bischof bekleidete er mehrere Ämter in der Kroatischen Bischofskonferenz (HBK): er ist Präsident des Rates für die Institutionen des geweihten Lebens und der Gesellschaft des apostolischen Lebens, Mitglied der Bischöflichen Kommission für Staatsbeziehungen, Präsident der Rechtskommission, Mitglied der gemischten Kommission der Kroatischen Bischofskonferenz HBK und HRK, Präsident des Rates für das Leben und Familie, Kommission für das Päpstliche Kroatische Institut St. Hieronymus, und der Präsident der Kommission zum Schutz von Minderjährigen und schutzbedürftigen Personen. Uzinić ist ebenfalls geistlicher Leiter der Kroatischen Kanonischen Gesellschaft.

### Erzbischof von Rijeka
Am 4. November 2020 ernannte ihn Papst Franziskus zum Koadjutorerzbischof der Erzdiözese Rijeka mit Sondervollmachten. Die Amtseinführung fand am 16. Dezember desselben Jahres statt.  Das Bistum Dubrovnik verwaltete er bis zum 22. Januar 2022 als Apostolischer Administrator. Mit dem vorzeitigen Rücktritt Ivan Devčićs am 11. Oktober 2022 folgte er diesem als Erzbischof von Rijeka nach.

## Ansichten

### Kirche und Frauen
In einem Interview vor der zweiten Sommerschule der Theologie in Dubrovnik (2021) stellt Uzinić fest, dass einige Katholiken die Leistung von Theologinnen in Frage stellen. „Es scheint, als wären wir immer noch nicht bereit, die Stimme von Frauen im theologischen Diskurs zu hören. Und was wäre die Kirche ohne Frauen und ihre Stimme?“, fragte der Erzbischof. Er glaube nicht, dass die Stimmen der Frauen in der Theologie oder in der Kirche immer einheitlich seien, weshalb man hier eher von verschiedenen Stimmen sprechen müsste, die der Kirche helfen könnten, „die Dinge aus einem anderen Blickwinkel zu betrachten“. Deshalb sei es wichtig, wie Papst Franziskus selbst sagte, Frauen gerade dort zu hören, wo Entscheidungen getroffen werden, denn gerade dort mangelt es an ihren Perspektiven. Ihre Stimmen müssen gehört werden, aber nicht nur, um ihnen mehr Gehör zu verschaffen, sondern auch um bessere Entscheidungen zum Wohle der Gemeinschaft treffen zu können, ebenfalls zum Wohl der Kirche. In der Kirche konzentrieren wir uns darauf, über Frauen zu sprechen, während es notwendig ist zu hören, was Frauen über sich selbst zu sagen haben, auch wenn das manchmal nicht das ist, was wir hören möchten".

### Aufnahme von Flüchtlingen
Im August 2015 sagte Uzinić über die europäische Migrantenkrise: „Wir dürfen Menschen nicht mit Vorurteilen betrachten, wir müssen ihnen begegnen und sie kennenlernen. Flüchtlingen nicht zu helfen, kommt einem Kriegsverbrechen nahe“.

### Schutz von Minderjährigen
Am 26. April 2012 hielt Uzinić eine Rede auf dem Symposium für Kleriker der Diözese Šibenik, in der er über Skandale des Missbrauchs von Minderjährigen sprach und unter anderem erklärte, dass „die Kirche die Opfer an erster Stelle setzen muss, nicht die Täter oder die Kirche als Institution: Wenn wir das tun, werden uns die Opfer sexuellen Missbrauchs eines Tages nicht mehr als Feinde betrachten, sondern als Helfer und Freunde. Dieser Tag ist noch nicht gekommen, was bedeutet, dass wir noch nicht ganz die Kirche sind, die wir eigentlich sein sollten“.

### Homosexualität
Anlässlich des Internationalen Tages gegen Homophobie am 17. Mai 2021, erinnerte Uzinić an die Botschaft von Papst Franziskus in Amoris Laetitia (Nr. 250) und bat Homosexuelle um Vergebung, vor allem aber diejenigen, die sich noch immer „von der Kirche abgelehnt fühlen, und sie und ihre Familien, die noch der Kirche angehören, die als ‚Familie aller Familien‘ eine Familie für alle ihre Mitglieder sein soll, keine rücksichtsvolle pastorale Begleitung erhalten können, die ihnen laut Amoris Laetitia zugesichert werden soll“. Die Botschaft von Uzinić ging um die Welt. Die Nachrichtenagentur Agence France-Presse übermittelte seine Erklärung zunächst auf Englisch, sodass die Nachricht noch am selben Tag ins Italienische, Französische, Deutsche, Portugiesische, Spanische… übersetzt und in vielen Medien weltweit veröffentlicht wurde.

### Sommerschule der Theologie
In Dubrovnik organisierten Uzinić und seine Mitarbeiter zwei Sommerschulen der Theologie. Die erste mit dem Titel „Theologie in einer pluralen Gesellschaft“ fand vom 14. bis 19. Juli 2019 und die zweite, „(A)politischer Glaube: Christen im politischen Raum“, vom 18. bis 24. Juli 2021 statt. Die Schule stieß auf großes Interesse und brachte beide Male Studierende der katholischen, orthodoxen und evangelischen Theologie zusammen. Die Schule ist eine ökumenische und dialogische Begegnung, bei denen sich junge Theologiestudierende sowie mehrere renommierte Theologen verschiedener christlicher Konfessionen kennenlernen konnten. Dozenten der ersten Sommerschool waren Carmelo Dotolo, Pantelis Kalaitzidis, Tina Beattie und Željko Tanjić, während die zweite Sommerschool Tomáš Halík, Teresa Forcades, Aristoteles Papanikolaou, Ivan Šarčević und Miroslav Volf auf dem Programm hatte. Über die beiden Sommerschulen berichteten zahlreiche kirchliche und weltliche Medien, darunter das Nachrichtenportal des Heiligen Stuhls – Vatican News.